# خودکشی در سنگاپور

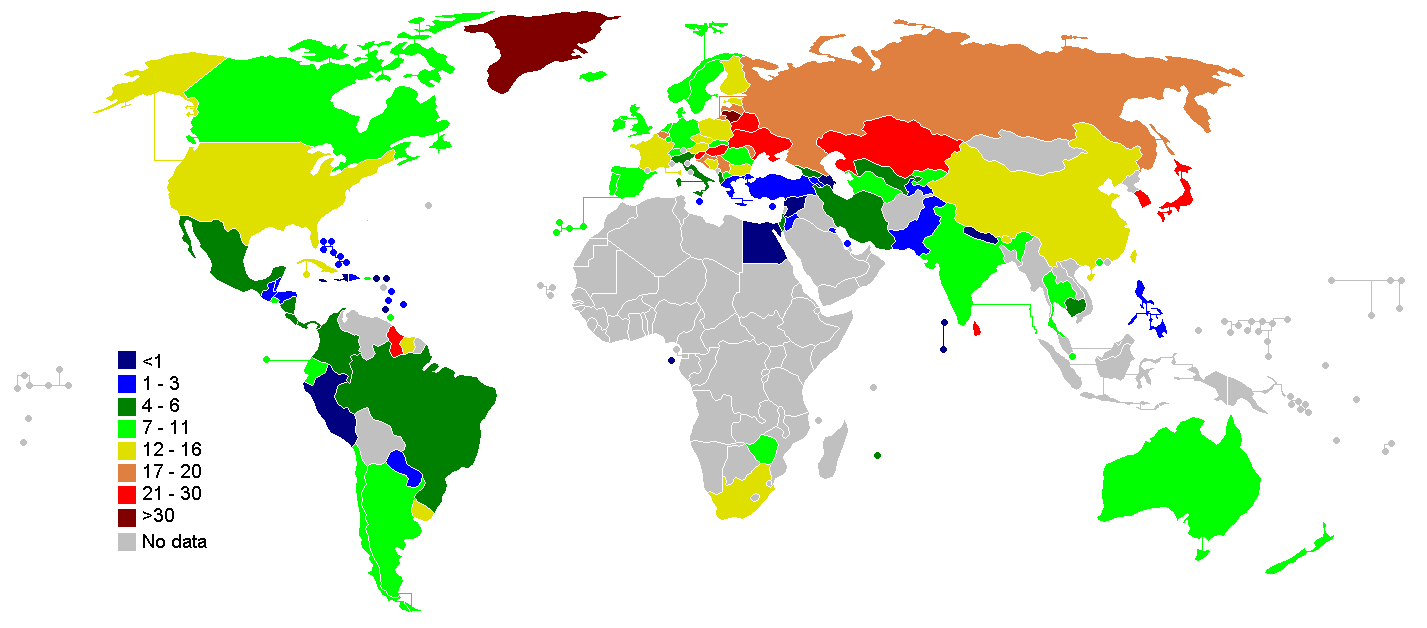
نرخ خودکشی سنگاپور در هر ۱۰۰٬۰۰۰ تن در مقایسه با دیگر کشورها بر پایه داده‌های سازمان بهداشت جهانی

خودکشی در سنگاپور به یک مشکل عمده اجتماعی بدل شده‌است. این مسئله در سال‌های اخیر به سبب افزایش تعداد خودکشی‌ها در قشرها مختلف اجتماعی در کشور سنگاپور بیش‌تر مورد توجه واقع شده‌است. در واقع خودکشی، نخستین عامل مرگ در بین افراد ۱۰ تا ۲۹ ساله در این کشور است. مردان در این کشور با ۶۶٫۶ درصد، بیش‌ترین نرخ خودکشی را به خود اختصاص داده‌اند.
همجون دیگر بیماری‌های روانی، خودکشی نیز به عنوان یک تابو در کشور سنگاپور قلمداد می‌شود.این سبب می‌شود که تلاش‌ها برای کاهش خودکشی با مشکل مواجه گردد. برخی معتقدند تغییر نگرش عمومی به بیماری‌های روانی از جمله اختلال افسردگی عمده می‌تواند یک گام بلند در کاهش نرخ خودکشی باشد.
بر پایه شاخص استاندارد شده میزان خودکشی در سنین مختلف، سازمان جهانی بهداشت در سال ۲۰۱۶، سنگاپور را در رده ۱۰۵ قرار داد. نرخ خودکشی رد سال ۲۰۱۵، ۸٫۴۳ و رد سال ۲۰۱۶، ۸٫۵۴ گزارش شده‌است.

## قوانین
خودکشی در سنگاپور غیرقانونی است. در بخش ۳۰۹ قانون جزای این کشور آمده "هر کس اقدام به خودکشی کند یا مرتکب عملی شود که نتیجه‌اش از بین بردن خود باشد، مجرم بوده یا به زندانی شدن تا حتی بیش از ۱ سال یا پرداخت جریمه یا هر دو محکوم خواهد شد." این بخش از قانون به ندرت اجرایی می‌شود؛ به طوری که بین سال‌های ۲۰۱۳ تا ۲۰۱۵، تنا ۰٫۶٪ از موارد خودکشی به دادگاه ارجاع داده شد.
همچنین یاری رساندن به خودکشی فرد دیگری نیز جرم محسوب می‌شود. در بخش ۳۰۶ قانون جزا نیز آمده‌است که "هر کس برای خودکشی به شخص دیگری یاری برساند، می‌تواند تا بیش از ۱۰ سال زندانی شده یا جریمه پرداخت نماید." بخش ۳۰۵ نیز به یاری رساندن به خودکشی یک فرد خردسال اشاره دارد. در این بخش آمده "چنانچه فرد خردسال زیر ۱۸ سال، فرد مجنون، فرد متوهم، فرد دیوانه یا فردی که تحت تاثیر مواد به خودکشی دست بزند، هر آن کس که وی را در این راه یاری کرده باشد می‌بایست به اعدام، حبس ابد یا زندانی شدن به مدت کم‌تر از ۱۰ سال یا پرداخت جریمه محکوم شود."
در تاریخ ۹ سپتامبر ۲۰۱۸، کمیته بازنگری قانون جرا در سدد تغییر این قوانین برآمد.

## تمهیدات پیشگیرانه
سیاست‌گذاری‌هایی در جهت کاهش نرخ خودکشی انجام شده‌است. ساماریتانز سنگاپور (SOS) یک سازمان ناسودبر کارا در زمینه پیشگیری از خودکشی است که به هیچ دین یا مذهبی وابستگی ندارد. این سازمان، عضوی از مجمع ملی خدمات اجتماعی سنگاپور است که با مجمع خودکشی‌شناسی آمریکا (AAS), مجمع جهانی پیش‌گیری از خودکشی، بیفرندرز جهانی و فدراسیون جهانی خدمات اورژانس تلفنی (IFOTES) نیز در ارتباط است. ساماریتانز سنگاپور خدماتی چون خط تلفن مشاوره ۲۴ ساعته، مشاوره حرفه‌ای و نیز پشتیبانی در هنگام بحران ارائه به متقاضیان ارائه می‌کند. از دیگر خدمات مهم این سازمان می‌توان به تلاش برای دگرگونی قوانین مربوط به خودکشی در این کشور اشاراه کرد.

## موارد مشهور
یکی از موارد مشهور خودکشی در کشور سنگاپور، مورد خودکشی‌های شنگ لانگ فو یا پیمان خودکشی دسته‌جمعی ۹ نوجوان است که به تاریخ ۲۳ آگوست سال ۲۰۰۸ اتفاق افتاد. در روزی که قرار بود خودکشی صورت گیرد، یکی از نوجوانان تصمیم خود را عوض کرده و این کار را نکرد، دو تن خودکشی کرده و جان باختند و باقی افراد نیز با مشاهده خودکشی ان دو تن، از تصمیم خود منصرف شده و با آن به مخالفت نیز پرداختند. این مورد مردم این جزیره را به شدت بحت‌زده کرد. فشار گروهی هم‌سنان و عدم رشدیافتگی دو کارای مهم در این مورد دانسته شده‌است.
این مورد به خوبی نشان داد که چگونه فشار هم‌سنان و نیز عامل جوان بودن و رشدنایافتگی می‌توانند در خودکشی نقش ایفا کنند.

## انتقادها
منقدان بر این باورند که سنگاپور کشوری است که مردمانش اضطراب بالایی دارند و این را یک عامل مهم در نرخ بالای خودکشی می‌دانند. همچنین انتقادهایی در رابطه با نحوه برخورد با خودکشی و خودکش‌هایی که از آن جان سالم به در می‌برند نیز وجود دارد. به‌طور مثال منتقدان می‌گویند که افرادی که از خودکشی جان سالم به در می‌برند را باید درمان کرد و نه تنبیه. همچنین به عقیده منتقدان، کسی که هیچ گزینه دیگری به جز گرفتن جان خود برای حل مشکلاتش پیش چشم خود نمی‌بیند، تبعات قانونی خودکشی برایش اهمیتی ندارد.